# Kurzzugbinde
Kurzzugbinden bestehen aus braunfarbener Baumwolle und sind nur wenig dehnbar. Sie dienen in der Kompressionstherapie der Anlage von Verbänden mit geringer Elastizität. Solche Kompressionsverbände mindern Ödeme der Beine, wodurch sich vorhandene Schmerzen verringern während die Abheilung chronischer Wunden befördert wird.

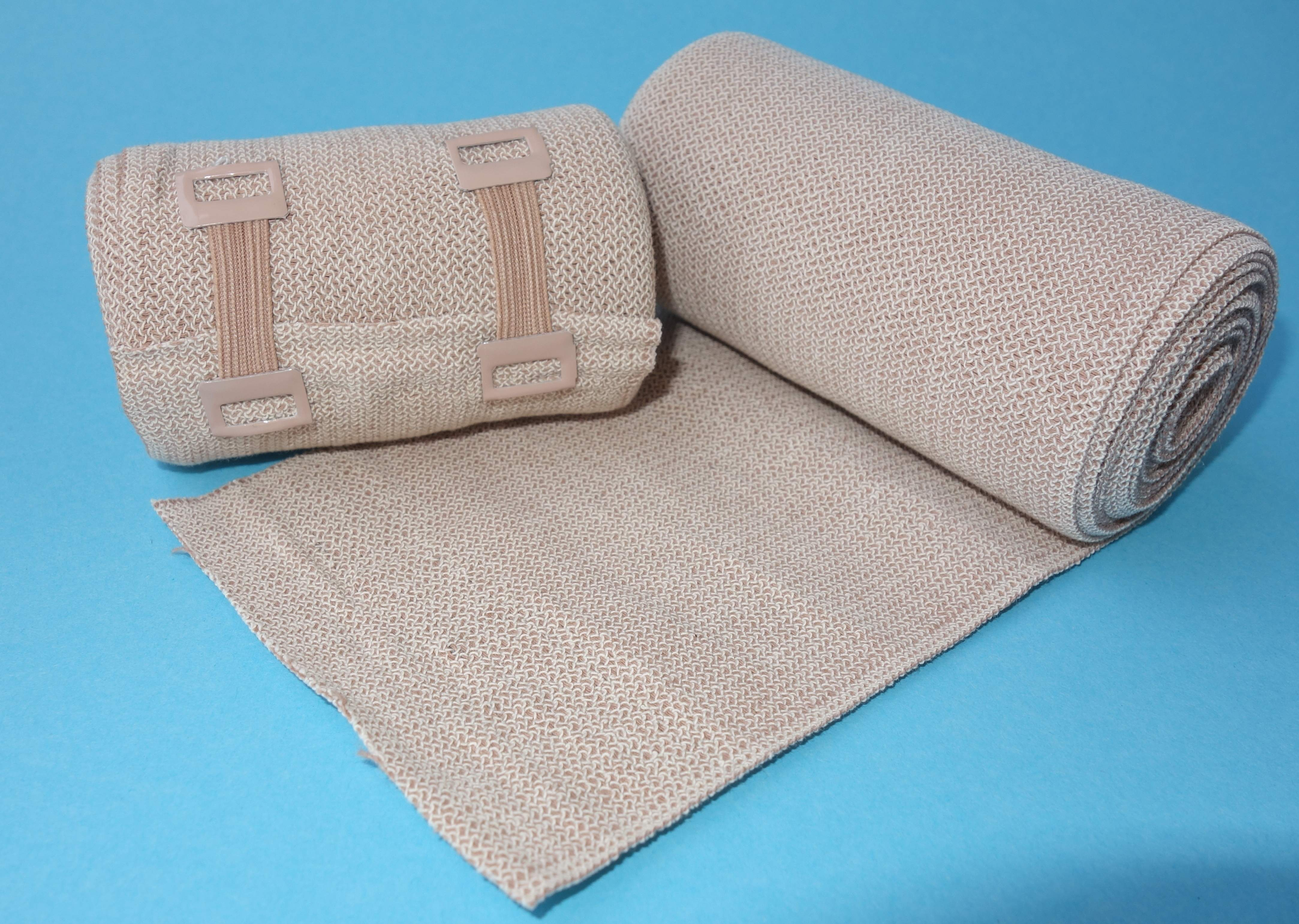
Aufgerollte Kurzzugbinden mit „Schwiegermüttern“

## Aufbau

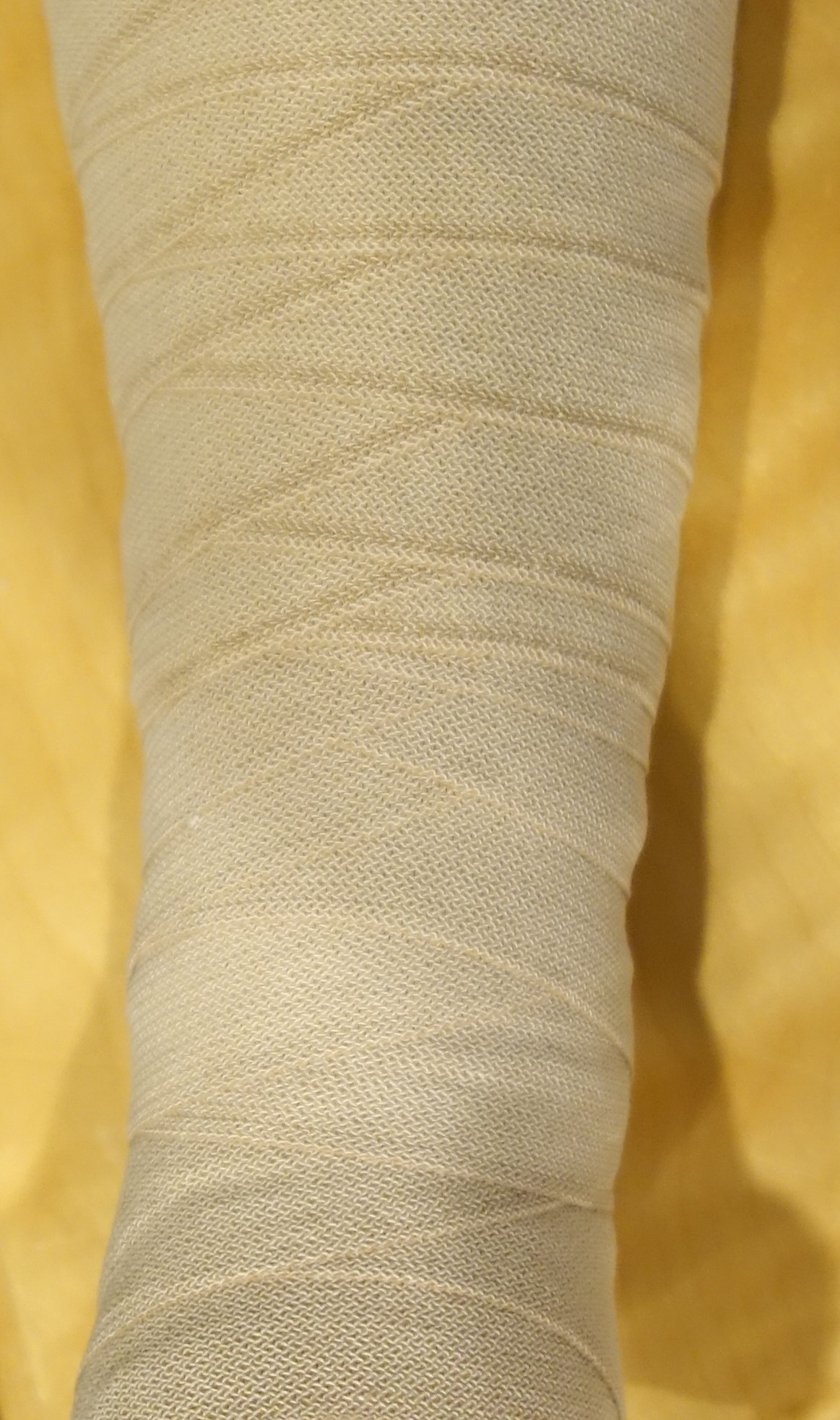
Kurzzugbindenbandagierung in Achtertouren, dadurch kreuzweise Überlappung vor dem Schienbein

Eine Kurzzugbinde ist 5 m lang und wird im aufgerollten Zustand gelagert. Herstellerseitig sind aufgerollte Kurzzugbinden mit Verbandklammern – sog. „Schwiegermütter“ – fixiert, deren Metallhäkchen in das Bindengewebe stechen und so die unter Spannung aufgerollten Binden sichern. Aufgrund von Verletzungsgefahr finden solche „Schwiegermütter“ nicht am Patienten Anwendung. Es sind Kurzzugbinden von 6, 8, 10 und 12 cm Breite von verschiedenen Herstellern erhältlich.

### Anlage
Es gibt eine Vielzahl an Anlagetechniken zur Erstellung von Kompressionsverbänden mit Kurzzugbinden, die nach ihren jeweiligen Entwicklern benannt sind, hierzu gehören Verbandtechniken nach Altenkämper, nach Fischer, nach Schneider und nach Sigg. In Deutschland sind insbesondere zahlreiche Varianten des Pütter-Verbands verbreitet. Der Begriff püttern wird daher in der alltäglichen Praxis oft als Beschreibung der pflegerischen Tätigkeit des Anlegens einer Kurzzugbindenbandagierung verwendet.

## Bedeutung in der Kompressionstherapie
Kurzzugverbände kommen in der ersten Phase der Kompressionstherapie, der Entstauungsphase, zum Einsatz. Nach erfolgter Entstauung der Beinödeme wird die Kompressionsversorgung üblicherweise nach zwei bis vier Wochen auf Kompressionsstrümpfe umgestellt.

### Moderne Alternativen
Alternativ zu Bandagierungen mit Kurzzugbinden werden in der Entstauungsphase der Kompressionstherapie auch Fertigbindensysteme eingesetzt. Hierbei handelt es sich um vorkonfektionierte Bindensets, die mindestens aus einer Polsterbinde und einer auf sich selbst haftenden Kurzzugbinde – einer sogenannten Kohäsiven Binde – bestehen, aber auch mehr Binden enthalten können. Bindensysteme, die aus vier Komponenten bestehen haben sich den Kurzzugbinden bei der Versorgung von Menschen mit Ulcus cruris venosum als überlegen erwiesen. Im Gegensatz zu Bandagierungen mit Kurzzugbinden, deren Anlagedruck unbekannt ist und je nach Anwender stark vom therapierelevanten Druckwert abweichen kann, bieten einige Fertigbindensysteme zudem durch spezielle Markierungen Aufschluss über den erreichten Druckwert unterhalb der Bandagierung.
Eine weitere Alternative zur Kompressionsbandagierung mit Kurzzugbinden sind die adaptiven Kompressionsbandagen.